# Ai Ai Daiko
Singles de Yuki Maeda
Omae no Namida wo Ore ni Kure
(2006) Kenchana ~Daijōbu~
(2009)
 Ai Ai Daiko  (相愛太鼓) est le huitième single de Yuki Maeda, sorti au Japon le 26 septembre 2007 sous le label Rice Music. Étant un disque de genre musical enka apprécié des plus âgés, il sort aux formats maxi-CD (12 cm) et cassette audio. 
La chanson-titre figurera d'abord sur la compilation de fin d'année du Hello! Project Petit Best 8, puis deux ans plus tard sur la compilation des singles de la chanteuse, Maeda Yuki Zenkyoku Shū ~Kenchana~ de 2009. La chanson en "face B", Zanza Koishigure, figurera aussi sur cette dernière. Le clip vidéo de la chanson-titre figurera sur la version DVD du Petit Best 8.

## Liste des titres
1. Ai Ai Daiko (相愛太鼓?)
2. Zanza Koishigure  (ざんざ恋しぐれ?)
3. Ai Ai Daiko (Original Karaoke)  (... オリジナル・カラオケ?)
4. Zanza Koishigure (Original Karaoke)  (... オリジナル・カラオケ?)